# ときわ台 (豊能町)
ときわ台（ときわだい）は、大阪府豊能郡豊能町の地名。現行行政地名はときわ台一丁目からときわ台六丁目。

## 地理
豊能町の西部に位置する住宅地で、南東に東ときわ台、南西に光風台、北に吉川と接している。直接接してはいないが、妙見線の線路を超えた西側には新光風台が広がる。標高220-160mほどで、ときわ台駅に近い西側が低く、東ときわ台に近い東側が高くなっている。町の北西を初谷川が流れる。

## 地価
調査基準日2022年（令和4年）1月1日時点での公示地価は、ときわ台5丁目3番22号の地点で44,800 円／m²。

## 開発概要
開発概要は以下の通り。
- 施工面積 - 50ha
- 事業主体 - 民間
- 開発手法 - 旧住宅地造成事業に関する法律による許可
- 事業開始 - 1971年（昭和46年）
- 事業終了 - 1981年（昭和56年）
- 計画戸数 - 1,470戸
- 計画人口 - 5,586人

## 世帯数と人口
2022年（令和4年）12月31日現在の世帯数と人口は以下の通り。
- 世帯数 - 1,229世帯
- 男 - 1,167人
- 女 - 1,375人
- 男女計 - 2,542人

## 歴史
- 1968年（昭和43年）- ときわ台駅開業。
- 1980年（昭和55年）- 池田泉州銀行ときわ台支店開設[6]。

## 用途地域
用途地域と建蔽率、容積率は以下の通り。
| 用途地域               | 建蔽率 | 容積率 |
| ---------------------- | ------ | ------ |
| 第一種低層住居専用地域 | 50%    | 100%   |
| 第一種住居地域         | 80%    | 300%   |
| 近隣商業地域           | 60%    | 200%   |

## 小・中学校の通学区域
町立小・中学校の通学区域は以下の通り。
| 丁目           | 番地 | 小学校             | 中学校             |
| -------------- | ---- | ------------------ | ------------------ |
| ときわ台一丁目 | 全域 | 豊能町立吉川小学校 | 豊能町立吉川中学校 |
| ときわ台二丁目 | 全域 | 豊能町立吉川小学校 | 豊能町立吉川中学校 |
| ときわ台三丁目 | 全域 | 豊能町立吉川小学校 | 豊能町立吉川中学校 |
| ときわ台四丁目 | 全域 | 豊能町立吉川小学校 | 豊能町立吉川中学校 |
| ときわ台五丁目 | 全域 | 豊能町立吉川小学校 | 豊能町立吉川中学校 |
| ときわ台六丁目 | 全域 | 豊能町立吉川小学校 | 豊能町立吉川中学校 |

## 交通

### 鉄道
- 能勢電鉄妙見線 - ときわ台駅

### 主な道路
- 国道477号
- ときわ坂通り

## 施設

### 公園
- ときわ台1丁目公園 - ときわ台1丁目20番
- ときわ台2丁目公園 - ときわ台2丁目6番
- ときわ台4丁目公園 - ときわ台4丁目17番
- ときわ台5丁目公園 - ときわ台5丁目1番

### その他
- セブンイレブン豊能町ときわ台店[9] - ときわ台4丁目17番16号
- 池田泉州銀行ときわ台支店[10] - ときわ台5丁目7番6号
- 豊能ときわ台郵便局[11] - ときわ台1丁目8番13号